# 금진항 (강릉시)
금진항(金津港)은 대한민국 강원특별자치도 강릉시 옥계면 금진리에 있는 어항이다. 1971년 12월 21일 국가어항으로 지정되었다. 관리청은 해양수산부 동해어업관리단, 시설관리자는 강릉시장이다.

## 어항 연혁
- 금진은 먹진, 흑진으로 불리다가 1916년 행정구역이 변경되면서 금진으로 바뀌었다. 금진을 마을 뒷산이 금자(金字)처럼 생겨 금진이라 했다는 설도 있으나, 실은 '검다'는 뜻의 음을 빌린 것이다.
- 금진항은 유자망과 정치망 어업을 주로 하는 항으로, 1980년 기본시설에 대한 계획을 수립하고 1983년 수치모형실험을 실시했다.[1]

## 어항 구역
본 항의 어항 구역은 다음과 같다.
- 수역: 금진3리 동측 돌출부에서 정남으로 800m점(해상), 이점에서 직각으로 육지부와 연결하는 선을 따라 형성된 공유수면[2]
- 육역: 강원특별자치도 강릉시 옥계면 금진리 124-2 외 10필지(상세내역은 생략)[3]

## 어항 시설
금진항의 동측에는 방파제, 남측에 방사제가 축조되어 있고, 내측에는 물양장과 선양장이 축조되어 있다.

## 항해 정보
목표물로는 정동진단이 가장 좋으며 정동진단을 지나 항내로 접근하면서 예봉(높이 597미터)을 270°로 보고 입항하면 된다. 항내 수심 1~5미터, 저질은 모래와 바위가 대부분이며, 항 입구가 남쪽으로 열려있어 남풍 이외의 모든 풍파를 막을 수 있는 좋은 어항이다. 항내 방사제 북쪽으로 연이어 수심 0.3, 1.7, 1.4미터의 암초가 존재하며, 또한 방사제 남쪽 해안을 따라 수많은 노출암 들이 산재하고 있으니 주의하여야 한다.

## 주요 어종
- 약 58가구가 어업에 종사하고 있다. 주요 어종으로는 청어, 오징어, 임연수어, 넙치(광어), 가자미, 양미리, 문어, 전복 등이며 아침 8시경에는 입찰이 이루어진다. 11월부터 이듬해 2월까지는 청어가,  2월부터 5월까지는 넙치가 많이 잡힌다. 주요 어장인 연안어장의 해상거리는 1~5km 정도이며 주로 유자망(바다가운데 한 줄로 그물을 쳐서 잡는 방법)과 정치망(바다 속 일정한 장소에 집과 같은 그물을 설치하여 계속 잡는 방법)어업을 많이 한다.

## 여행 정보
- 심곡리에서 바다를 벗 삼아 자동차로 달리면 5분 이내의 거리에 있는 금진항은 주말이면 방파제에 걸터앉아 항구 전경을 즐기며 낚시하려는 관광객들이 많이 찾는다.[4]
- 드라마 모래시계의 촬영지로 유명한 정동진은 서울 광화문에서 바라봤을 때 가장 동쪽에 있는 나루터란 뜻이며, 연말이 되면 장엄한 해돋이를 보려는 인파가 보여든다.
- 금진항이 위치한 옥계면에는 석회동굴인 옥계굴과 금옥계 방역사적비 등의 명소들이 있다.
- 정동진에서 금진항까지 이어지는 해안도로는 뛰어난 해안경관과 일출 포인트로 유명하다.
- 인근의 항구로는 동해항이 육상거리로 14km, 해상거리로는 12km의 거리에 위치하고 있다. 제법 큰 항구치고는 아직도 청정한 바닷물이 출렁이는 60~70년대의 일반적인 항구모습을 그대로 간직하고 있다.
- 주말이면 방파제에 앉아 항구전경을 즐기면서 낚시를 하려는 관광객들이 많이 찾고 있으며, 특히 가자미가 풍부해 배를 임대하여 가자미 낚시를 즐기려는 낚시꾼들도 많이 방문하고 있다. 매년 3월 3일과 9월 9일에는 풍어제를 지낸다

## 찾아가는 길
- 교통은 승용차로 강릉인터체인지에서 (구)동해고속도로를 가다가 ‘안인’ 표지판에서 좌회전한 후, 7번 국도에서 정동진과 심곡을 지나면 바로 금진으로 이어지며 약 45분 정도가 소요된다.
- 시내버스로는 강릉시내의 신영극장에서 112번 버스에 승차하면 금진항에 하차할 수 있다. 또한 심곡리에서 바다를 따라 심곡-금진 간 해안도로인 헌화로를 자동차로 달리면 약 5분 정도가 소요된다.